# 登録コサック

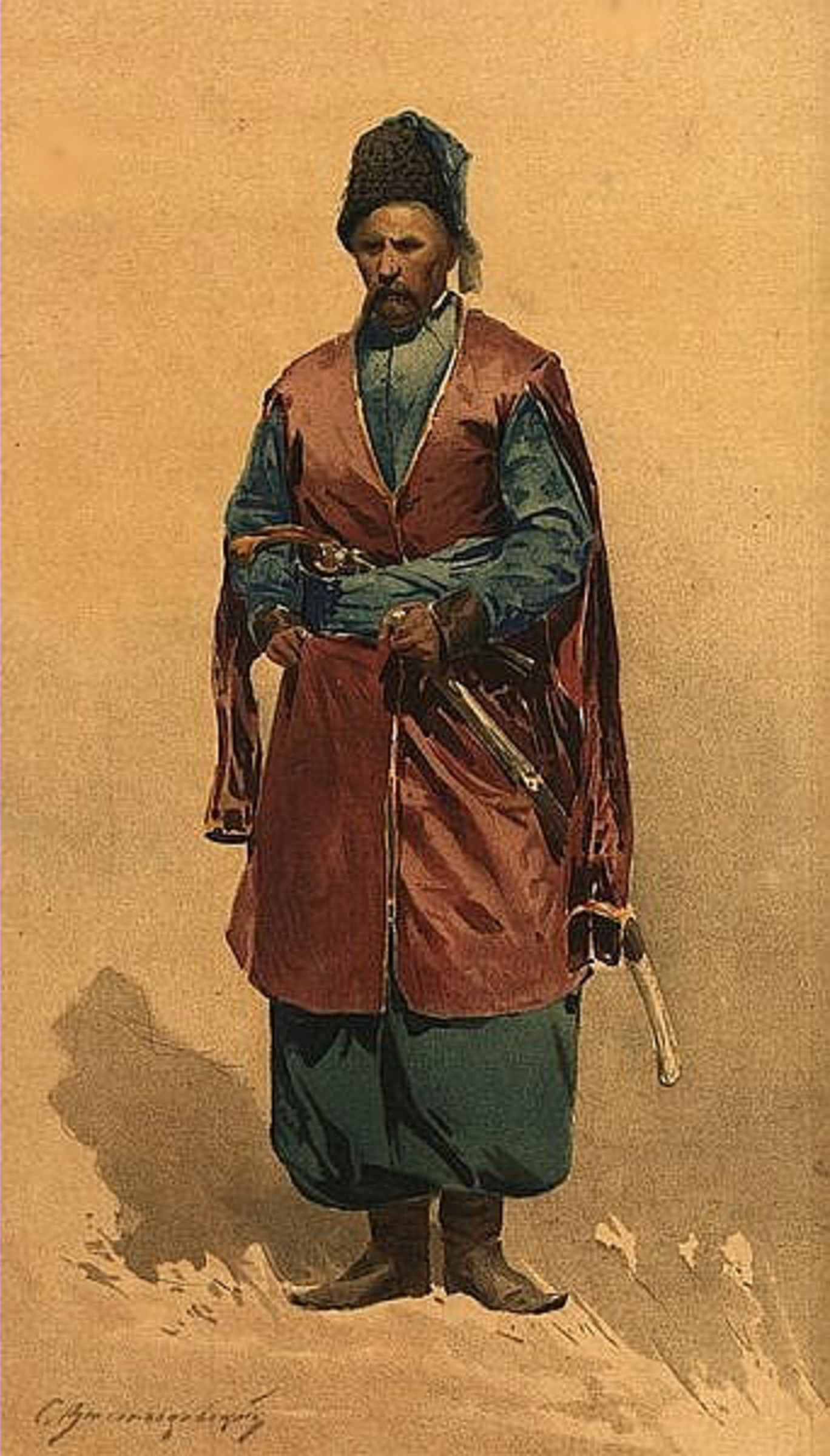
登録コサックの連隊長(18世紀）。

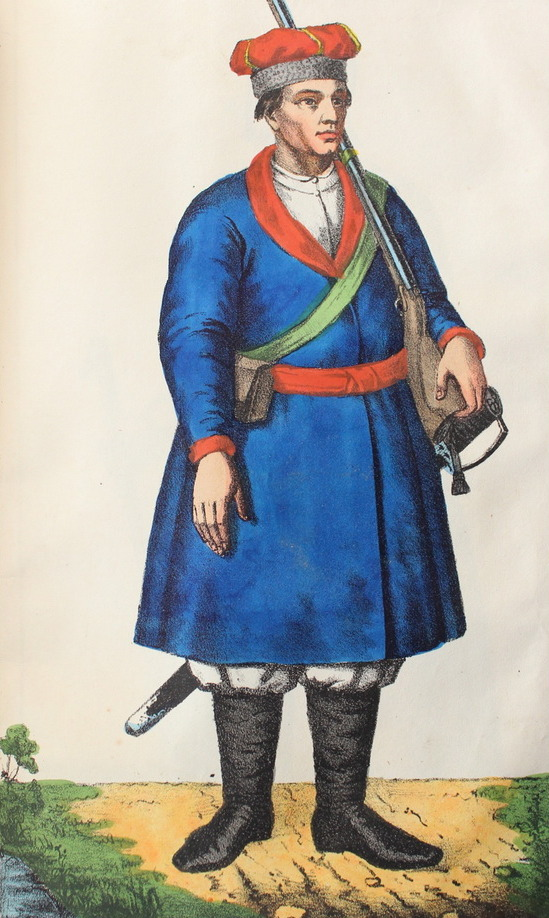
登録コサックの平士（18世紀後半）。

登録コサック（ウクライナ語：Реєстрові козаки；ポーランド語：Kozacy rejestrowi）は、ウクライナ・コサックの一部である。16世紀後半から17世紀にかけてポーランド・リトアニア共和国の政府が作成した特別な登録書に登録され、公式に軍役を務めた。コサック運動の拡大を防ぐための装置として編成され、共和国の貴族に並ぶ特権を有した。1648年後にコサック国家に移り、18世紀末までに当国の貴族階級でありつづけた。コサック国家の滅亡の後、ロシア帝国の貴族となった。登録衆（Реєстровці）ともよばれる。

## 概要
初めての登録コサックは、1572年6月にポーランド・リトアニア共和国の王ジグムント2世の命令により、300人のコサックから編成された銃兵の小軍団であった。登録コサック以外のコサックは、非登録コサックと呼ばれ、政府によってコサックとして認められず、盗賊と見なされた。登録コサック軍団の正式名は、ザポロージャに住む非登録コサック軍と同様に「ザポロージャのコサック軍」（Військо Запорозьке）であった。軍団の任務は、モスクワ大公国とクリミア・ハン国との境界線の防衛と、ウクライナにおける反乱の鎮圧であった。軍団は登録コサックの軍長（старший）によって統括され、最初の軍長は貴族のヤン・バドーウシクィイが任命された。
1578年にポーランド・リトアニア共和国の王ステファン・バートリは、長引くリヴォニア戦争の折に、登録コサックを600人まで増加させた。構成員の8割は正教徒のルーシ人の小貴族であった。登録コサックは、一生の軍役と引き換えに、自由権・自治権・土地所有権・行政権・裁判権などが賜れ、すべて税金が免除された。さらに、国からの給料が与えられ、平時における職業と貿易の自由が認められた。登録コサック軍には、トラフテムィーリウ町が下賜され、その町では工廠と病院が置かれた。登録コサックは自らの長官と軍長を全軍の会議で選ぶことが許された。また、軍の宝物として、大砲・標章（戦棍、軍印、軍旗）・ティンパニなどを有していた。
1620年代から1630年代にかけて、ポーランド・リトアニア共和国における内外戦争の拡大に伴い、登録コサックの人数は3,000人から8,000人まで増加した。同時代にコサックの銃兵と並んで、コサックの軽装騎兵が発達した。登録コサックは、イスラムのオスマン帝国とクリミア・ハン国からウクライナを防ぐ役割を果たした一方、ウクライナにおける反政府の蜂起の制圧も務めた。しかし、17世紀以後に、貴族による権利の侵害や給料不払などの原因で、非登録コサックが指揮する反乱に加わることとなった。
1648年、フメリニツキーの乱の際に、登録コサックの全軍はボフダン・フメリニツキーが率いるコサック反乱軍に味方した。1649年にポーランド・リトアニア共和国とコサック反乱者が結んだズボーリウ条約により、登録コサックは40,000mまで増加された。しかし、その条約が実行しなかったために、フメリニツキーが共和国から独立したコサック国家を建てる政策に乗り出し、登録コサックの多くを共和国側から寝返らせた。
17世紀末にポーランド・リトアニア共和国は絶えないコサックの反乱の理由で登録コサックを廃止した。しかし、ウクライナのコサック国家では登録コサックが存続した。彼らが多くウクライナの町村で駐屯していたことから、町内コサック（городові козаки）と呼ばれ、シーチに住むシーチ・コザック（січовики）と対比された。1735年から町内コサックは選定コサック（виборні козаки）と呼ばれるようになり、貴族化していった。
18世紀末に、ロシア帝国がコサック国家を滅ぼしたのち、登録コサックがロシアの貴族権を貰い、階級として消滅した。貧困なコサックは、ドナウ・コサックやクバーニ・コサックなどに合流した。

## 著名な登録コサック
- クシシュトフ・コスィーンシキー（? - 1593年）
- ペトロー・サハイダーチュヌィイ（1570年 - 1622年）
- ボフダン・フメリニツキー（1595年 - 1657年）

## その他
ソ連崩壊後、ロシアをはじめとしてコサック復活の動きが高まるなか、ウクライナでも「ウクライナ登録コサック」（uk:Українське реєстрове козацтво)が2002年に結成されている。約7万人の会員を擁し、200団体以上あると言われるウクライナのコサック組織の中では最大規模である。ギリシャ系ウクライナ人などディアスポラの会員が多いのが特徴である。